# エミリアーノ・サパタ
エミリアーノ・サパタ・サラサール（スペイン語: Emiliano Zapata Salazar, 1879年8月8日 - 1919年4月10日）は、メキシコの革命家。メキシコ革命の指導者の一人。
メキシコの国民的英雄の一人と見なされており、20世紀の終わり頃にチアパス州で始まった革命運動サパティスタは彼の名にちなむ。1994年から発行されていた10ペソ紙幣に肖像が使用されていた。

## 生涯
サパタは、モレロス州のアネネクイルコの村でインディオの血の濃いメスティーソとして生まれた。当時のメキシコは1876年に権力を握ったポルフィリオ・ディアスの独裁政治による支配下にあった。
当時の社会体制は資本家による一種の原始的封建制度で、アシエンダと呼ばれる大農園で土地をコントロールし、プエブロ・インディオを独立したコミュニティから切り離して負債に基づく農奴として搾取した。ディアスは農奴の負債を軽減し、彼らが議論に参加できるように地方選挙の実施を公約としていた。しかし、ディアス政権下では彼の腹心および知己がメキシコ各地の支配権を与えられ、これらの地方政府はごく少数の資本家の手にアシエンダを集中し農地改革の障害となっていた。
サパタの両親は比較的裕福な農民で農場を所有していた。一家は前政権時代はポルフィリスタと呼ばれるディアス大統領の支持者であった。サパタ自身は派手な装束でロデオや闘牛に参加し、裕福な農場主と見られていたが、彼はアネネクイルコ村の人々からは賞賛され敬慕の念を抱かれていた。その結果、彼は1909年に村の防衛委員会の委員長に選出され、村のスポークスマンとして働いた。

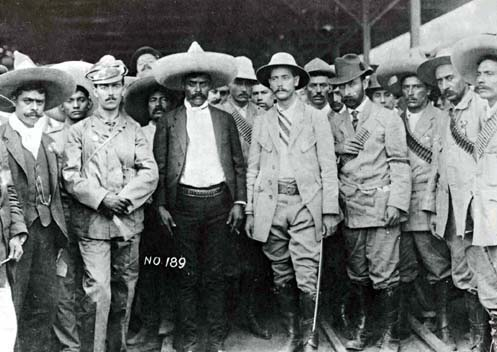
降伏したクエルナバカ市に入るサパタ（中央左の上着の前をはだけた人物、1911年4月）

サパタはインディオの血が濃かったものの、厳密に言えば白人との混血であるメスティーソであり純粋なインディオではなかったが、モレロス州のインディオの権利運動に没頭した。あるアシエンダからは土地の再分配を平穏に行うことができたが、村の土地の分配に関する村民と農場主の対立に出会い、農場主が村に放火した例もあった。
サパタは長年村民の権利のために活動し、最初に古い権利書によって議論された土地への村民の要求を確立し、次に頑迷なモレロス州知事に対して行動を起こすようにせき立てた。最後には政府や富裕層農園主達の反応の鈍さに対して武力を利用し始め、簡単な論争の後に土地を占領していった。
当時ディアス政権はフランシスコ・マデロの立候補によって脅かされていた。サパタはマデロと内密に同盟を結んだ。1910年6月にマデロは反乱煽動の罪で逮捕され、10月に恩赦によって保釈、そのままアメリカ合衆国に亡命する。マデロは亡命先のテキサス州で「サンルイス・ポトシ計画」を発表、一斉蜂起を呼びかけた。サパタは蜂起への参加を討議し、翌年3月にモレロス州の南部解放軍を率いてアヤラを襲撃した。

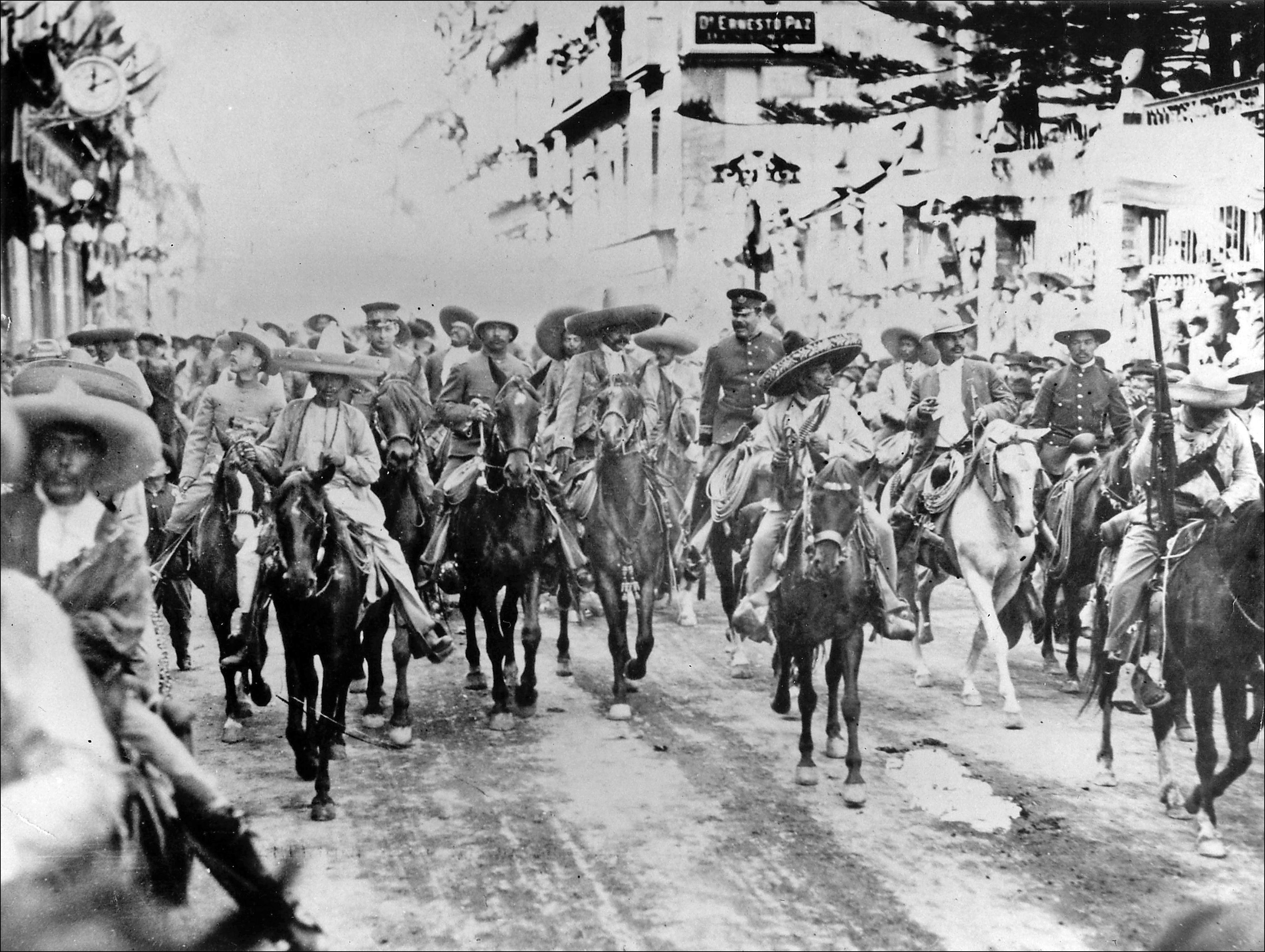
パンチョ・ビリャとサパタ

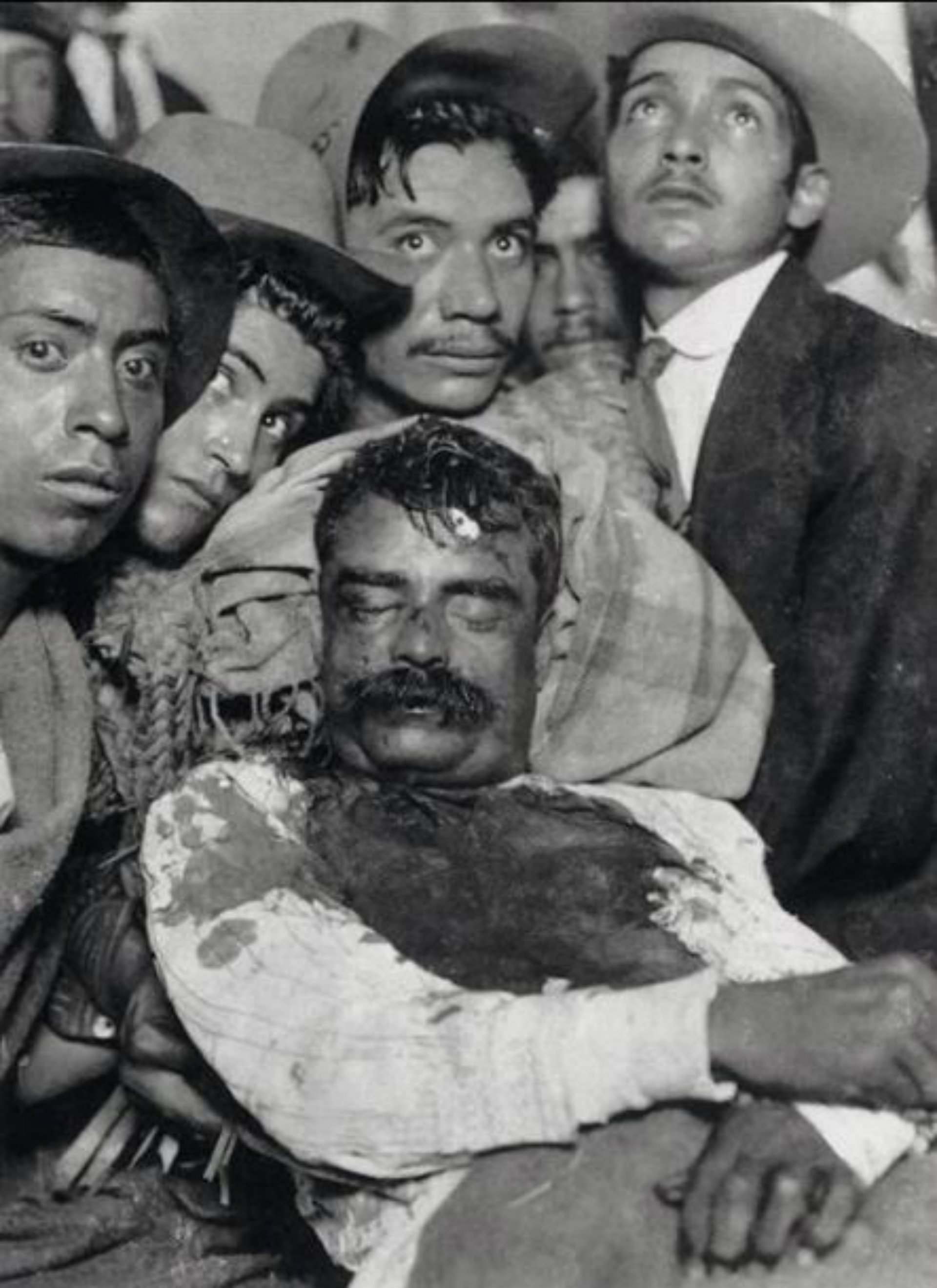
暗殺されたサパタ

1911年5月25日にディアスは大統領を辞任、6月にマデロがメキシコ市入りし、8日にサパタと会談した。サパタはインディオへの土地の返還を要求したがマデロはそれに応じず逆にサパタ派の武装解除を要求し、会談は物別れに終わり、サパタは「強奪された土地・森林・水利などの財産は、正当な権利を有する村及び人民が直ちに保有するものとする。」とする「アヤラ綱領」を発表してマデロに対する武装闘争を開始する。その後、マデロがビクトリアーノ・ウエルタ将軍の反革命によって殺されると、ウエルタ将軍の政府に対しても武力闘争を継続した（メキシコ革命）。
サパタは、ウエルタ政権打倒に立ち上がった他の革命軍とは一線を画し、彼らの連合体である護憲革命軍には加入しなかったが、ウエルタ政権の倒壊前後から護憲革命軍北部師団を率いるフランシスコ・ビリャ（パンチョ・ビリャ）と連携して「革命の第一統領」ベヌスティアーノ・カランサと対立するようになる。ビリャ派の瓦解後は単独でカランサ派に対して武力闘争を行っていたが、1919年4月10日、「サパタ派に寝返りたい」と称して近づいてきたカランサ派政府軍の将校の計略によって暗殺された。しかしながら、彼のアヤラ綱領の精神は、1917年革命憲法に大幅に取り入れられた。

## 思想
サパタはメキシコ北部の無政府主義者リカルド・フロレス・マゴンに思想的影響を受けた。サパタに対するマゴンの影響は1911年3月に宣言され、11月に発表されたアヤラ綱領の中に見ることができる。しかしながら最も顕著なのは サパタ派のスローガンであり、マゴンの著書のタイトルでもある「土地および自由（Tierra y libertad）」である。サパタの無政府主義への傾倒は、彼が土地解放運動への参加を始めたときに地方の学校教師オティリオ・モンタノによってピョートル・クロポトキンやフロレス・マゴンの著書を紹介されたことによって導かれた。

## サパタを扱った映画
『革命児サパタ』（1952年）エリア・カザン監督。出演、マーロン・ブランド、アンソニー・クイン。脚本、ジョン・スタインベック。